# Аверсивна терапия
Аверсивна терапия (от английски: Aversion therapy; като aversion има значение на „отвращение; нещо, предизвикващо отвращение, неохота; отвращение, омраза, ненавист, антипатия“) е форма на психиатрично, на умственото здраве и психологично лечение, при което пациентът е изложен на стимул, като е подложен на някаква форма на дискомфорт. Състоянието цели да причини на пациента асоциация със стимула, предизвикващ негативни усещания с цел да спре специфично поведение.

## В популярната култура
- Във филма Красив ум героят, игран от Ръсел Кроу, е лекуван с аверсивна терапия заради шизофрения.